# 로버트 벤츨리

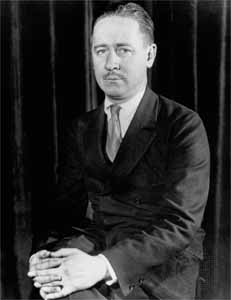

로버트 벤츨리(Robert Benchley, 1889년 9월 15일 ~ 1945년 11월 21일)는 미국의 배우, 각본가, 저널리스트이다.
우스터에서 태어났으며 뉴욕에서 사망하였다. 사인은 뇌출혈이다.

## 도서
- Of All Things
- Of All Things
- Love Conquers All
- Of All Things
- Love Conquers All

## 영화
- 유토피아로 가는 길 (1946년)
- 키스 앤 텔 (1945년)
- 스토크 클럽 (1945년)
- 스카이스 더 리미트 (1943년)
- 메이저와 마이너 (1942년)
- 내 사랑 마녀 (1942년) - 닥터 더들리 화이트 역
- 베드타임 스토리 (1941년)
- 유윌 네버 겟 리치 (1941년)
- 나이스 걸 (1941년)
- 리럭턴트 드래곤 (1941년)
- 해외 특파원 (1940년) - 스테빈즈 역
- 브로드웨이 멜로디 오브 1938 (1937년)
- 댄싱 레이디 (1933년)